# Jessica Pressler
Pour les articles homonymes, voir Pressler.
Jessica Pressler est une journaliste américaine et rédactrice en chef du magazine New York. Son article de 2015 The Hustlers at Scores, a été nommé pour un National Magazine Award, et a ensuite été adapté en un long métrage intitulé Hustlers en 2019.

## Carrière
Pressler est devenu la co-rédactrice en chef du blog Daily Intel du magazine New York en 2007 après avoir travaillé comme rédactrice au magazine Philadelphia, et en tant que pigiste pour des magazines de célébrités. À New York, elle a beaucoup écrit sur « la culture de la richesse et de l'argent », avec des interviews de PDG de Wall Street, tels que Sachs Goldman Lloyd Blankfein et le PDG d'AIG, Robert Benmosche, sur l'implication de leurs entreprises dans la crise financière de 2008. Pressler a dressé le portrait de personnalités new-yorkaises tels que Lynn Tilton et Anthony Scaramucci,. Ses articles vedettes sur la querelle entre Chris Burch et Tory Burch et la culture des startups de la Silicon Valley ont été publiés dans les éditions The Best Business Writing.
En 2014, Pressler a écrit une histoire sur un lycéen de Stuyvesant qui aurait gagné 72 millions de dollars d'actions commerciales, ce qui s'est révélé plus tard être faux,. Bloomberg News a annulé une offre d'emploi qui lui avait été faite pour leur unité d'enquête, après que l'étudiant ait avoué qu'il avait « tout inventé »,.
Le 28 décembre 2015, Pressler a publié un article pour New York intitulé « The Hustlers at Scores », une histoire sur des strip-teaseuses qui ont manipulé l'argent de leurs clients. Elle a été nommée pour le National Magazine Award en 2016. Une équipe de producteurs qui comprenait Will Ferrell « s'est emparé » des droits du film en février 2016. L'histoire a été adaptée dans un film par Gloria Sanchez Productions, intitulé Hustlers ; il met en vedette Keke Palmer, Constance Wu et Jennifer Lopez, avec Julia Stiles dépeignant « Elizabeth », une version fictive de Pressler. Le film est sorti en 2019.
En 2018, elle a écrit une histoire sur l'escroc de la haute société new-yorkaise Anna Sorokin, qui a été développée dans la mini-série Inventing Anna par Netflix et Shonda Rhimes,,,
Pressler a également écrit pour GQ, Elle, Esquire et Smithsonian. Elle écrit régulièrement des épisodes de Gossip Girl pour le site Web Vulture, et a fait une apparition dans le rôle d'une rédactrice en chef du magazine New York dans l'un de ses épisodes,.

## Vie privée
Pressler vit dans le Queens à New York.